# Иегоиарив
Иегоиарив, или Иегоиариб из Иерусалима; также Иоиарив (др.-евр. יהױריב‬ и יױריב‬; лат. Jehoiarib; «которого защитит Иегова»; «которого защитит Господь»), — иудейский священник в X—XI веке до н. э., во времена царя Давида (царил ок. 1000—962 годов до н. э.); глава первого из 24 священнических жребиев в священнослужении, на которые были разделены Давидом священники. Упоминается в Библии.

## Жизнеописание
Один из знатных священников, занимавший во времена царя Давида весьма значительный пост в израильской иерархии (1Пар. 9:10; 1Пар. 24:7).
Как полагают, стал родоначальником Маккавейского рода — той священнической семьи, во главе которой во времена Неемии (Нехемии; V век до н. э.) стоял священник Мафнай (Матнай) и из которой позднее произошла семья Маккавеев (Нех. 12:19; 1Мак. 2:1; 14:29).
Двое из его потомков возвратились в Вавилон с Неемией.

## В Танахе
В Танахе нет никаких указаний на то, что Иегоиарив был первосвященником, его имя не значится в списке династии Садока.